# Mešita Perteva Paši
Mešita Mehmeta Perteva Paši, známá také jako Yeni Cuma Cami (v překladu Nová páteční mešita), je osmanská mešita z 16. století ve městě Izmit v Turecku. Architektem byl Mimar Sinan. Byla vybudována pro Perteva Mehmeda Pašu, který byl vezírem za vlády Sulejmana I. a Selima II. Dostavěna byla v roce 1579. Mešita je součástí velkého komplexu (Külliye), který původně obsahoval madrasu (školu), hammam (lázně), caravanserai, fontánu a nižší základní školu. Budova má 24 oken a jde o jediný zaklenutý prostor. Minaret byl poškozen během zemětřesení v roce 1999.